# Destino (Biondi)
Destino è un romanzo dello scrittore italiano Mario Biondi pubblicato nel 2006, costituito dalla fusione e rielaborazione dei due precedenti romanzi Il destino di un uomo (1992) e Due bellissime signore (1993).

## Trama
Un ragazzo fuggito rocambolescamente da un orfanotrofio nascosto nelle Alpi Marittime e privo di un documento ufficiale, persino di un vero nome, affronta un difficile itinerario di vita semiclandestino che lo porta a combattere prima nella Guerra civile spagnola e poi nella Resistenza italiana. Avendo appreso da giovanissimo l'arte di tessere la seta, finirà con l'avere un contrastato successo come industriale di quel settore.

## Edizioni
- Mario Biondi, Destino, TEA (editore), 2006,  pp. 577, ISBN 88-502-1157-0.